# Honda Valkyrie
La Honda Valkyrie è un motoveicolo prodotto da Honda conosciuto anche come GL1500C nel mercato americano e F6C ("Flat Six Custom") in altri mercati.
La moto viene prodotta negli USA a Marysville (Ohio) ed il motore da 1520 cm³ è derivato da quello della Honda Goldwing, inoltre per il mercato asiatico il cambio è dotato anche di retromarcia.

## Versioni
Standard, Tourer e Interstate

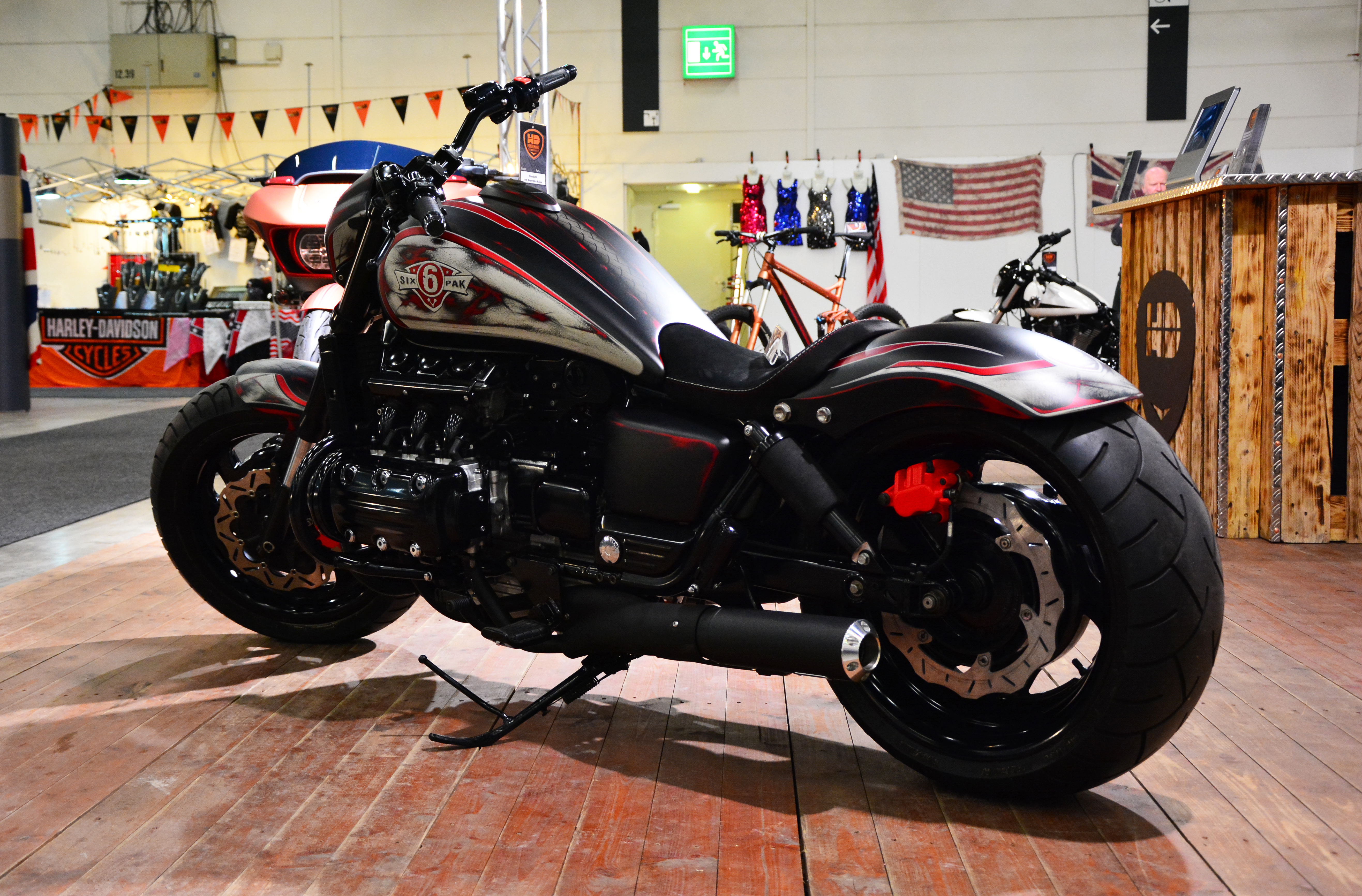
Honda F6 personalizzata

Nel 1997 oltre al modello standard naked venne introdotto un modello Tourer, il quale ha incluso un parabrezza e borse laterali rigide con serratura.
Nel 1999 venne introdotto il modello Interstate che comprendeva una carenatura montata sulla forcella con un serbatoio di grande capacità e un poggiaschiena nella parte posteriore della moto.
I modelli di Interstate e Tourer sono state ritirate dopo il 2001, lasciando solo il modello standard, il quale nel 2003 venne offerto solo in bianco e fu l'ultimo anno di produzione della Valkyrie originale.
Rune

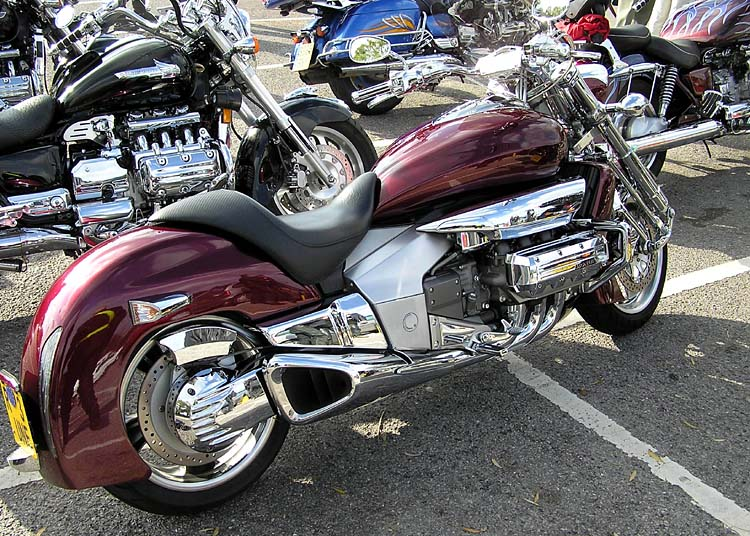
La Honda Valkyrie Rune 2004

Nel 2003 Honda ha introdotto un modello in edizione limitata denominato Valkyrie Rune con il motore da 1832 cm³ della Goldwing
EVO6 concept

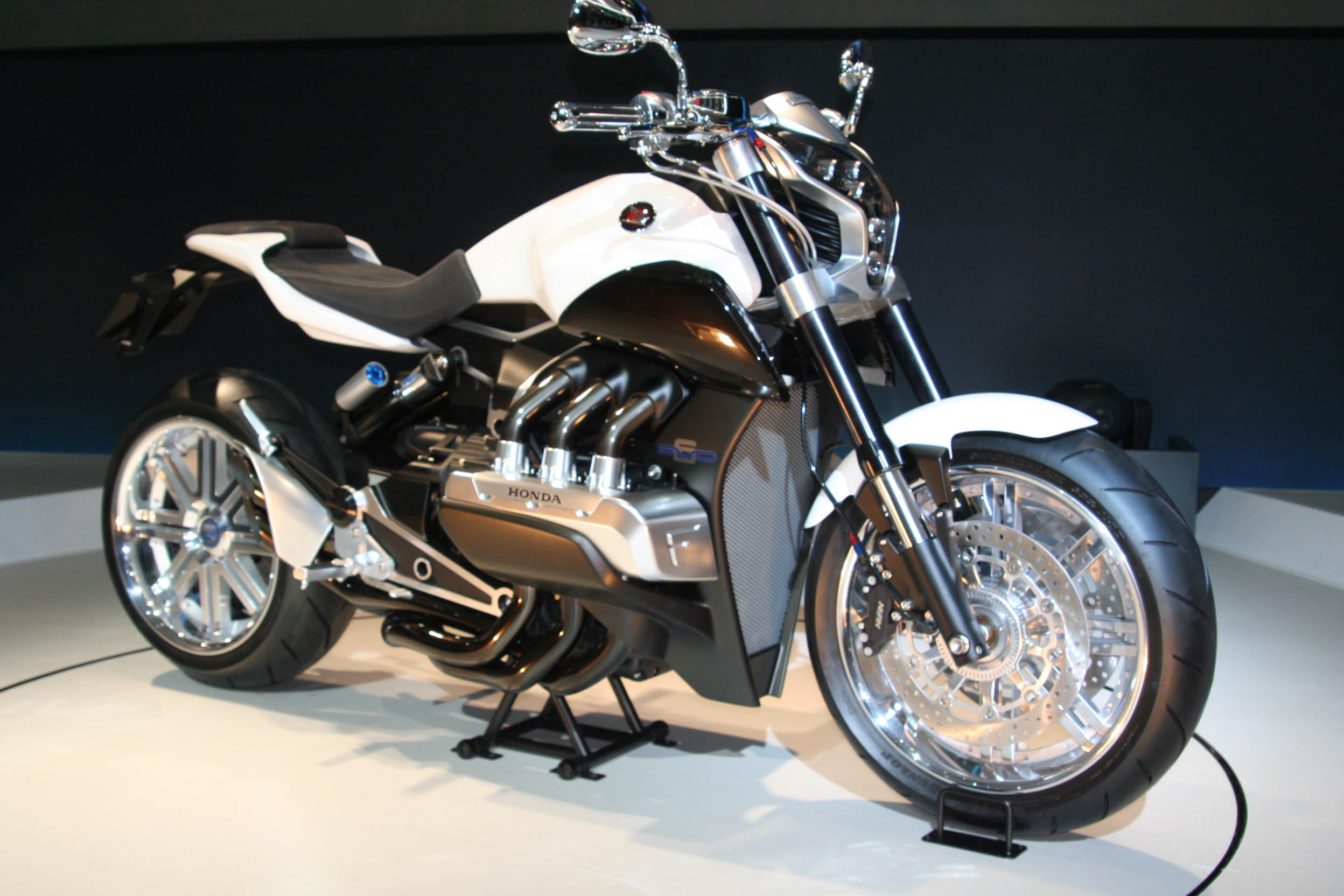
EVO6 al Tokyo Motor Show 2007

Honda ha presentato una concept EVO6 al Tokyo Motor Show 2007, sempre con il motore da 1832 cm³ della Goldwing, tale modello ha la peculiarità dii un cambio denominato Honda Human Friendly Transmission (HFT), che può essere utilizzato in modalità completamente automatica o completamente manuale, con un totale di 6 rapporti.

### Reintroduzione
La Valkyrie è stata reintrodotta nel novembre 2013, come una riprogettazione del motore GL1800 Gold Wing.
Al salone dell'automobile di Tokyo, la Honda ha presentato la nuova versione 'naked' del GL1800, esattamente come nel 2014, la Valkyrie utilizza lo stesso motore 1832 cm³ a sei cilindri della Gold Wing ma alleggerito di 70 kg.